# 한계저축성향
한계저축성향(限界貯蓄性向)은 소득의 증가에 대한 저축 증가의 비율을 뜻하는 단어이다. 한계소비성향의 경우와 같이 ΔS/ΔY로 나타낸다. 이것은 소득이 변화하는 경우를 말한다. 이에 따라 저축이 얼마만큼 변화하는가를 나타낸 것이며, 그것은 일반적으로 소득 수준의 높이에 따라 달라진다. 또한, 한계저축성향은 ΔS/ΔY = 1 - ΔC/ΔY이며, 1 - 한계 소비 성향으로 나타난다.